# Christopher McKivatt
Christopher Hobart McKivat (Burrawang, 27 november 1879 - Sydney, 4 november 1941) was een Australisch rugbyspeler.

## Carrière
McKivat was aanvoerde van de Australazië ploeg die tijdens de Olympische Zomerspelen 1908 olympisch kampioen werd. McKivatt speelde als scrum half. McKivat was ook aanvoerder van de Australische Rugby Leagueploeg.

## Erelijst

### MetAustralazië
- Olympische Zomerspelen:  1908